# Tutti i successi
Tutti i successi è una raccolta delle più famose canzoni di Ivan Graziani che vanno dal 1976 al 1986. Il cofanetto contiene 36 canzoni suddivise in 3 cd.